# Philippe Hababou Solomon
Philippe Hababou Solomon, parfois également connu sous les noms de Philippe Hababou ou de Haïm Solomon, est un homme d'affaires franco-israélien né en 1955 à Tunis en Tunisie.
Personnalité discrète, il est révélé au public en 2018 lors de l'affaire Benalla. Par la suite, ses liens avec plusieurs chefs d'État africains questionnent de nombreux journalistes, qui y voient une forme de « diplomatie privée », mais aussi de possibles liens avec la Françafrique.
Il est candidat à l'élection des députés élus par les Français établis hors de France.

## Jeunesse et premières entreprises
Philippe Hababou naît en 1955 à Tunis en Tunisie,. Au cours des années 1980, il s'installe comme joailler sur la place Vendôme à Paris. Il dépose le bilan en 1991, et est poursuivi pour faillite,.
Par la suite, il déménage aux États-Unis, où il se lance dans la finance. Il finance illégalement la campagne de l'Américain Robert Torricelli lors des élections sénatoriales américaines de 1996, et de Bill Clinton lors de la présidentielle américaine de 1996, ce qui lui vaut des ennuis judiciaires en Amérique, sur le continent entier,,.
En 2002, il prend la tête d'une petite compagnie aérienne régionale, AéroLyon, mais il est condamné neuf mois plus tard pour faux, usages de faux et escroquerie, ce qui lui vaut trois années fermes de prison,,.
À la suite de ces déboires, Philippe Hababou qui a pris la nationalité israélienne, en 1997 sous le nom Philippe Haïm Solomon, décide de s'installer en Israël. Il réside également à Londres en Angleterre entre deux avions pour l’Afrique, l'Asie ou le Moyen-Orient,.
En 2007, la société vietnamienne ATI Petroleum cherche à s'internationaliser, et Solomon profite de ses contacts africains pour permettre la signature de contrats en Tunisie, au Niger, au Congo, en Centrafrique. En quelques jours, l’action bondit, de 18 centimes à près de 4 euros. Accusé de « tentative d'escroquerie » présumée, il bénéficie rapidement d'un non-lieu. « La cour d'appel d'Aix-en-Provence a estimé que le juge Murciano avait agi dans la précipitation et annule la mise en examen », affirme Philippe Hababou dans Paris-Match en 2007.

## Liens avec des chefs d'État africains
En 2012, Philippe Hababou Solomon est mis en relations avec le controversé président de la République sud-africain Jacob Zuma qui lui demande de savoir si le mythique « trésor de guerre » de président libyen Mouammar Kadhafi serait bien, comme l'affirment les rumeurs, localisé en Afrique du Sud et qui le nomme conseiller spécial pour les pays francophones. Au passage, il use de son influence sur plusieurs chefs d'État africains pour faire élire Nkosazana Dlamini-Zuma à la tête de l'Union africaine.
Il est également proche d'Umaro Sissoco Embaló, chef d'État de Guinée-Bissau, qu'il conseille à l'occasion et qui lui a fourni un passeport diplomatique,.
Il est brièvement consul de la République centrafricaine en Israël.
En 2014, le pétrolier Morning Glory (de) est arraisonné par l'émir autoproclamé Ibrahim Jadhran (en) ; Philippe Hababou Solomon est sollicité pour servir d'intermédiaire entre l'équipage, les autorités libyennes et divers chefs d'État, notamment Jacob Zuma et Vladimir Poutine,,.
Son réseau africain développé depuis le début des années 2010 lui permet de conseiller le gouvernement du Qatar dans sa stratégie africaine en 2018. Philippe Hababou Solomon est l'un des initiateurs du rapprochement diplomatique entre l’émirat du Golfe et le Tchad. Il connecte ensuite, fin 2019, plusieurs pays asiatiques, comme l'Indonésie, à des gouvernements et présidents africains.

## Liens avec Alexandre Benalla
En 2018, Philippe Hababou Solomon prend sous son aile Alexandre Benalla à la suite de l'affaire dans lequel ce dernier est impliqué. C'est notamment lui qui présente Benalla aux présidents tchadien Idriss Déby et congolais Denis Sassou-Nguesso ; il l'emmène participer à la signature de contrats au Cameroun et au Tchad,.

## Autres fonctions
En 2024, il se présente candidat aux élections législatives pour la 8e circonscription des Français établis hors de France (notamment Israël, l'Italie, le Vatican, Chypre, la Grèce, Saint-Marin, la Turquie, Malte),. Il n’est pas élu.
Reconnu dans le domaine des relations internationales, de la défense du libre marché et de la science politique, et également pour son action de soutien à la signature des Accords d’Abraham, Hababou Solomon est nommé en 2024 membre du Comité scientifique de l’Institut Milton Friedman - une institution de recherche dans le domaine des sciences économiques et sociales - et directeur de l’Institut pour les affaires internationales